# Kulickiella roziczkae
Kulickiella roziczkae is een fossiele soort schietmot uit de familie Philopotamidae.